# مادی کورلی
مادی کورلی (به انگلیسی: Maddy Curley) ژیمناست زادهٔ ۳ دسامبر ۱۹۸۱ میلادی اهل کشور ایالات متحده آمریکا است.
وی در سال ۲۰۱۹ نقش سارا کانر (با چهره دیجیتالی لیندا همیلتون)را در فیلم نابودگر: سرنوشت تاریک بازی کرده است.